# Кубок Европы по дзюдо среди кадетов 2024

Гёйгёльский олимпийский спортивный комплекс — место проведения турнира

Кубок Европы по дзюдо среди кадетов 2024 проходил в городе Гёйгёль, Азербайджан. Турнир проводился с 4 по 5 мая 2024 года в Гёйгёльском олимпийском спортивном комплексе. Комплекты медалей разыгрывались в восьми весовых категориях как среди юношей, так и девушек. В турнире принимали участие 288 дзюдоистов из 11 стран Европы и 35 дзюдоистов  из 3 стран Азии (всего 323 дзюдоиста из 14 стран).

## Страны-участницы
14 стран принимало участие в кубке Европы 2024 года по дзюдо среди кадетов в Гёйгёле. Всего выступало 323 дзюдоиста (209 юношей и 114 девушек). В связи с вторжением России на Украину и связанных с нею санкциями дзюдоисты из России и Белоруссии выступали в статусе индивидуальных нейтральных спортсменов.
- Азербайджан (140)
- Франция (24)
- Грузия (34)
- Греция (7)
- Италия (1)
- Казахстан (29)
- Кыргызстан (2)
- Люксембург (2)
- Нейтральные спортсмены (41)
- Сербия (5)
- Словения (5)
- Турция (25)
- Украина (4)
- Узбекистан (4)

## Медалисты

### Мужчины
| Весовая категория | Золото                            | Серебро                            | Бронза                                                                  |
| ----------------- | --------------------------------- | ---------------------------------- | ----------------------------------------------------------------------- |
| до 50 кг          | Мухаммедали Хусиев · Азербайджан  | Алексей Тартыгин Нейтральный атлет | Нарт Нагучев · Нейтральный атлет Шодийор Шавкатов · Узбекистан          |
| до 55 кг          | Нихад Мамишов · Азербайджан       | Лука Дариспанашвили · Грузия       | Иван Юртаев Нейтральный атлет Магомед Абдулаев Нейтральный атлет        |
| до 60 кг          | Бахром Асатов · Узбекистан        | Фарид Гараев · Азербайджан         | Озган Гулиев · Азербайджан Эмиль Раджабханов · Нейтральный атлет        |
| до 66 кг          | Ярослав Бунаков Нейтральный атлет | Абдуллах Парчиев Нейтральный атлет | Рамиль Махмудов · Азербайджан Салим Султанов · Азербайджан              |
| до 73 кг          | Тимур Давидов Нейтральный атлет   | Мехди Салах · Франция              | Эдуард Арбузов · Нейтральный атлет Джасур Ибадлы · Азербайджан          |
| до 81 кг          | Мехди Аббасов · Азербайджан       | Илья Симонов Нейтральный атлет     | Мухаммадали Садуллаев · Узбекистан Абу-Бакр Кантаев · Нейтральный атлет |
| до 90 кг          | Богдан Гаврилов Нейтральный атлет | Лука Демурадзе · Грузия            | Андрей Головин · Нейтральный атлет Гусейн Эйвазлы · Азербайджан         |
| свыше 90 кг       | Субхан Ахундов · Азербайджан      | Рустем Каджаев Нейтральный атлет   | Жан Паскаль да Коста · Франция Евгений Моров · Нейтральный атлет        |

### Женщины
| Весовая категория | Золото                                | Серебро                          | Бронза                                                                |
| ----------------- | ------------------------------------- | -------------------------------- | --------------------------------------------------------------------- |
| до 40 кг          | Сена Токмак · Турция                  | Йагмур Йылмазтурк · Турция       | Зарина Цакулова · Нейтральный атлет Хадиджа Абдуллаева · Азербайджан  |
| до 44 кг          | Надежда Мишенкина Нейтральный атлет   | Севвал Эрдогмуш · Турция         | Лейла Алекперова · Азербайджан Зита Калоева · Нейтральный атлет       |
| до 48 кг          | Софья Захарова Нейтральный атлет      | Бейза Куджук · Турция            | Лала-Дунья Лахрифи · Франция Теодора Бановачки · Сербия               |
| до 52 кг          | Валерия Козлова Нейтральный атлет     | Кларис Карило · Франция          | Айсун Мамедова · Азербайджан Самая Юсифли · Азербайджан               |
| до 57 кг          | Манон Агати-Алуше · Франция           | Тальяна Абдаллах · Франция       | Мартина Капеццуто · Италия Александра Шестопалова · Нейтральный атлет |
| до 63 кг          | Виктория Мартиненко Нейтральный атлет | София Мацириди · Греция          | Эмма Бенгезал · Франция Кристина Опанасенко · Украина                 |
| до 70 кг          | Злата Сурпуненко Нейтральный атлет    | Нина Мутеба · Франция            | Люси Руле · Франция Кети Робакидзе · Грузия                           |
| свыше 70 кг       | Леони Минкада-Кагуину · Франция       | Анна Петрунина Нейтральный атлет | Кира Сафонова · Нейтральный атлет Барбаре Гелашвили · Грузия          |

## Медальный зачёт
*   Принимающая страна (Азербайджан)
| Место          | Страна                 | Золото | Серебро | Бронза | Всего |
| -------------- | ---------------------- | ------ | ------- | ------ | ----- |
| –              | Нейтральные спортсмены | 8      | 5       | 12     | 25    |
| 1              | Азербайджан*           | 4      | 1       | 9      | 14    |
| 2              | Франция                | 2      | 4       | 4      | 10    |
| 3              | Турция                 | 1      | 3       | 0      | 4     |
| 4              | Узбекистан             | 1      | 0       | 2      | 3     |
| 5              | Грузия                 | 0      | 2       | 2      | 4     |
| 6              | Греция                 | 0      | 1       | 0      | 1     |
| 7              | Италия                 | 0      | 0       | 1      | 1     |
| 7              | Сербия                 | 0      | 0       | 1      | 1     |
| 7              | Украина                | 0      | 0       | 1      | 1     |
| Всего стран: 9 | Всего стран: 9         | 16     | 16      | 32     | 64    |